# TRCNG
TRCNG (en coréen : 티알씨엔지; un acronyme pour Teen Rising Champion in a New Generation) est le premier boys band sud-coréen formé par TS Entertainment en 2017. Le groupe, composé de dix membres, débute le 10 octobre 2017 avec son premier EP New Generation. Le 28 mars 2022, après trois ans de pause sans aucune nouvelle activité, le groupe annonce officiellement sa séparation.

## Carrière

### Pré-débuts
Le 17 août 2017, TS Entertainment annonce qu’ils débuteront leur second boy group dans la fin de la deuxième moitié de 2017. Ce sera le second groupe masculin de l’agence après cinq ans depuis les débuts de B.A.P en 2012.
Le 18 septembre, TS Entertainment révèle que le groupe est nommé TRCNG et qu’il débutera le 10 octobre 2017.

### 2017-2018: Débuts avecNew GenerationetWho Am I

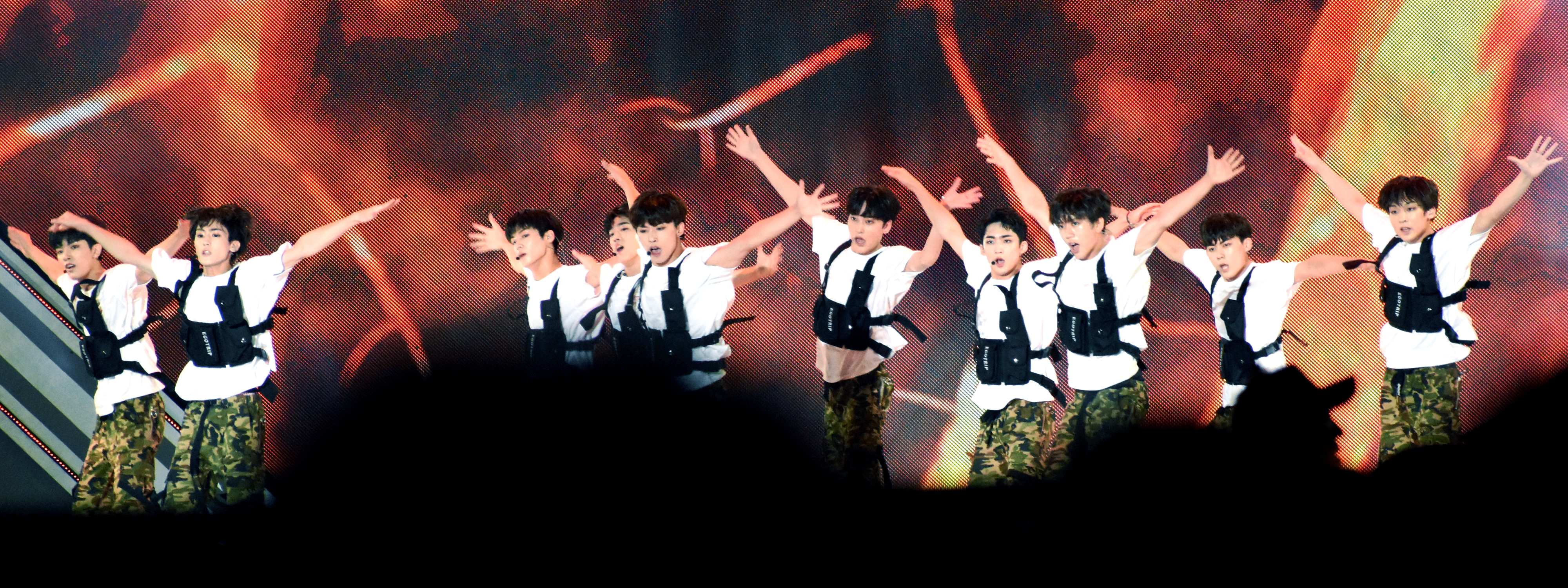
TRCNG sur scène en 2018.

Le groupe débute avec le titre Spectrum, issu de leur premier mini-album New Generation, le 10 octobre 2017,.
Le groupe fait ses débuts japonais le 22 novembre avec la chanson Don’t Stop the Dancing,.
Le 18 décembre, leur agence révèle qu’ils seront de retour le 2 janvier 2018,. TRCNG sort l’album single Who Am I avec le titre promotionnel Wolf Baby le 2 janvier,.

## Anciens membres
| Nom de scène | Nom de scène | Nom de naissance | Nom de naissance | Date de naissance | Nationalité  | Position                                   |
| Nom          | Coréen       | Romanisé         | Coréen           | Date de naissance | Nationalité  | Position                                   |
| ------------ | ------------ | ---------------- | ---------------- | ----------------- | ------------ | ------------------------------------------ |
| Jihun        | 지훈         | Kim Ji-hun       | 김지훈           | 9 janvier 2000    | Sud-coréenne | Chanteur secondaire, hyung (le plus âgé)   |
| Hayoung      | 하영         | Choi Ha-young    | 최하영           | 22 août 2000      | Sud-coréenne | Chanteur principal                         |
| Taeseon      | 태선         | Yang Tae-seon    | 양태선           | 17 septembre 2000 | Sud-coréenne | Leader, chanteur secondaire                |
| Hakmin       | 학민         | Lee Hak-min      | 이학민           | 20 septembre 2000 | Sud-coréenne | Chanteur                                   |
| Wooyeop      | 우엽         | Jo Woo-yeop      | 조우엽           | 27 septembre 2000 | Sud-coréenne | Chanteur                                   |
| Jisung       | 지성         | Kim Ji-sung      | 김지성           | 21 décembre 2000  | Sud-coréenne | Rappeur principal                          |
| Hyunwoo      | 현우         | Kim Hyun-woo     | 김현우           | 21 janvier 2001   | Sud-coréenne | Rappeur secondaire                         |
| Siwoo        | 시우         | Yoo Si-woo       | 유시우           | 11 mai 2001       | Sud-coréenne | Rappeur secondaire                         |
| Hohyeon      | 호현         | Lee Hoh-yeon     | 이호현           | 14 octobre 2001   | Sud-coréenne | Rappeur principal                          |
| Kangmin      | 강민         | Kim Kang-min     | 김강민           | 13 novembre 2001  | Sud-coréenne | Chanteur principal, maknae (le plus jeune) |

## Le mauvais traitement du groupe
Comme B.A.P, certains membres du groupe TRCNG ont porté plainte contre leur label TS Entertainment pour maltraitance.
Les membres du groupe Wooyeop et Taeseon souhaitaient mettre fin à leurs contrats depuis le 4 novembre 2019 en raison de la mauvaise gestion du groupe ainsi que pour mauvais traitement après la perte de son directeur général Kim TaeSong. Et le 18 novembre 2019 ils ont porté plainte pour abus sur mineurs, violences et extorsions contre le directeur Park SangHyun et le chorégraphe Yoon. Les abus consistants à une cadence de travail insoutenable : Ils devaient se présenter à l'agence dès 10h pour les cours de chants et de 17 h à 5 h du matin ils étaient forcés à s'entraîner.
Le chorégraphe Yoon a frappé Wooyeop avec une chaise en acier. Le jeune homme a du se rendre seul aux urgences pour se faire soigner, le directeur Park lui a rendu visite le menaçant de faire attention à ce qu'il pourrait dire. Quant à Taeseon, il a souvent été frappé durant sa période de stagiaire car il était le leader du groupe.
Cela leur a provoqué un retard scolaire de deux ans par rapport aux autres élèves de leur âge.
De plus les dortoirs étaient insalubres, parfois sans eau ou électricité, avec une climatisation et des toilettes cassées.
Leur agence ne payant pas leur frais quotidien, ils n'avaient pas de quoi se nourrir et leurs parents ont du eux-mêmes subvenir aux besoins de leurs enfants.
Les membres du groupes se sont exprimés à ce sujet pendant un Vlive qui a durait seulement une minute dans lequel Jihun déclare : « Avant tout, je pense que nos fans ont été surpris en voyant les articles. Nous étions déjà au courant de la situation. Après une longue discussion, il a été décidé que nous continuerions à huit membres. Nous travaillerons dur à huit alors nous vous demandons de continuer à nous soutenir comme vous l’avez fait jusqu’à maintenant. »

## Discographie

### Mini-album (EP)
| Titre          | Détails de l’album | Classement | Ventes              |
| Titre          | Détails de l’album | COR        | Ventes              |
| -------------- | --- | ---------- | ------------------- |
| New Generation | - Date de sortie : 10 octobre 2017 - Labels : TS Entertainment, LOEN Entertainment - Formats : CD, téléchargement numérique, streaming audio | 14         | COR : plus de 7 385 |

### Single albums
| Titre    | Détails de l’album | Classement | Ventes              |
| Titre    | Détails de l’album | COR        | Ventes              |
| -------- | --- | ---------- | ------------------- |
| Who Am I | - Date de sortie : 2 janvier 2018 - Labels : TS Entertainment, LOEN Entertainment - Formats : CD, téléchargement numérique, streaming audio | 21         | COR : plus de 8 024 |
| Rising   | - Date de sortie : 5 août 2019 - Labels : TS Entertainment, Kakao M - Formats : CD, téléchargement numérique, streaming audio               | 33         | COR : plus de 1 383 |

### Singles
| Année                                                          | Titre        | Meilleures positions | Meilleures positions | Album               |
| Année                                                          | Titre        | COR                  | JAP                  | Album               |
| Coréens                                                        | Coréens      | Coréens              | Coréens              | Coréens             |
| -------------------------------------------------------------- | ------------ | -------------------- | -------------------- | ------------------- |
| 2017                                                           | Spectrum     | —                    | —                    | New Generation      |
| 2018                                                           | Wolf Baby    | —                    | —                    | Who Am I            |
| 2019                                                           | Paradise     | —                    | —                    | Rising              |
| 2019                                                           | Missing      | —                    | —                    | Rising              |
| Japonais                                                       |              |                      |                      |                     |
| 2018                                                           | Spectrum     | —                    | 14                   | Non issu d'un album |
| 2018                                                           | Game Changer | —                    | 24                   | Non issu d'un album |
| "—" indique que le titre ne s'est pas classé dans cette région |              |                      |                      |                     |